# Mário Costa (Musiker)
Mário Costa (* 1986 in Viana do Castelo, Portugal) ist ein portugiesischer Jazzmusiker (Schlagzeug, Komposition).

## Leben und Wirken
Costa begann im Alter von sechs Jahren, auf dem Schlagzeug zu spielen, und erhielt ab dem Alter von acht Jahren klassischen Schlagzeugunterricht. Im Verlauf seiner Ausbildung an der örtlichen Berufsschule für Musiker entdeckte er zeitgenössische Komponisten des 20. Jahrhunderts wie John Cage, Steve Reich oder Iannis Xenakis. 2004 begann er eine Hochschulausbildung als Jazz-Drummer an der Escola Superior de Música e Artes do Espectáculo in Porto, die er 2008 abschloss. Er bildete sich dann in Meisterkursen in New York City und im Internationalen Sommerworkshop in Siena fort.
Im Jahr 2010 wurde er vom Konzerthaus Casa da Música in Porto eingeladen, um sein eigenes Projekt zu präsentieren, Mário Costa – Homo Sapiens. Damals begann er seine Zusammenarbeit mit Émile Parisien, zu dessen Quintett Sfumato er seit 2015 gehört und mit dem er zwei Alben vorlegte. Durch seine Mitwirkung an zwei Alben des Kontrabassisten Hugo Carvalhais (Nebulosa und Particula, beide auf Clean Feed) wurde Costa der nationalen und internationalen Kritik bekannt; in der Band von Carvalhais trat er mit den Saxophonisten Tim Berne, Liudas Mockūnas, dem Pianisten Gabriel Pinto und dem Geiger Dominique Pifarély auf. Weiterhin arbeitete er mit verschiedenen Formationen wie dem Ensemble Super Modern und dem Orquestra de Jazz de Matosinhos, sowie mit Gileno Santana (Home 2011, Metamorphosis 2014), Carlos Azevedo und Sérgio Carolino. Zudem begleitete er die Liedermacher Miguel Araújo und António Zambujo ebenso wie die Fadosängerin Ana Moura (auch auf einer Welttournee, auf der sie ihr vom Jazz beeinflusstes Album Desfado vorstellte).

## Diskographische Hinweise
- Nate Wooley, Hugo Antunes, Jorge Queijo, Mário Costa, Chris Corsano Purple Patio (NoBusiness Records, 2016)
- Oxy Patina (Clean Feed Records 2018, mit Marc Ducret und Benoît Delbecq)
- Chromosome (2023), mit Cuong Vu, Benoît Delbecq, Bruno Chevillon